# Casal Boccone
Casal Boccone är Roms fjärde zon och har beteckningen Z. IV. Namnet kommer av lantegendomen Casal Boccone från 1500-talet. Zonen Casal Boccone bildades år 1961.

## Kyrkobyggnader
- Santa Maria delle Grazie a Casal Boccone

## Övrigt
- Casal Boccone
- Centro idrico della Cecchina